# Lilium lijiangense
Lilium lijiangense är en liljeväxtart som beskrevs av L.J.Peng. Lilium lijiangense ingår i släktet liljor, och familjen liljeväxter. Inga underarter finns listade.